# Virksund
Virksund är ett sund i Danmark. Det ligger i Region Mittjylland, i den nordvästra delen av landet. Virksund sammanlänkar Lovns Bredning med Hjarbæk Fjord.